# Hoplotarache olivea
Hoplotarache olivea là một loài bướm đêm trong họ Noctuidae.